# جدري الحمام
جدري الحمام (بالإنجليزية: Pigeon pox)‏ هو مرض فيروسي تتعرض له الحمائم. هناك لقاح فيروس حي متاح.